# Соната для фортепиано № 19 (Бетховен)
Соната для фортепиано № 19 соль минор, op. 49 № 1 — сочинение Людвига ван Бетховена, написанное предположительно в середине 1790-х гг. и опубликованное в 1805 г. вместе с Сонатой № 20 под общим названием «Лёгкие сонаты» (нем. Leichte Sonaten).

## Состав
1. Andante
2. Rondo: Allegro

## История создания
Автографы обеих сонат из публикации 1805 года не сохранились, однако наброски к ним, датируемые 1795—1796 гг., находятся в собрании Британского музея. Предполагается, что Бетховен не собирался публиковать эти произведения, используя их в узком кругу для педагогических целей; ещё Александр Тейер отмечал, что обе сонаты сравнительно несложны и удобны для формирования хорошего музыкального вкуса. Предполагается, что брат композитора передал обе сонаты издателю для публикации без ведома автора; они, однако, сразу стали бестселлером и были неоднократно переизданы в разных городах в самый короткий срок.